# Distretto militare di Pietrogrado

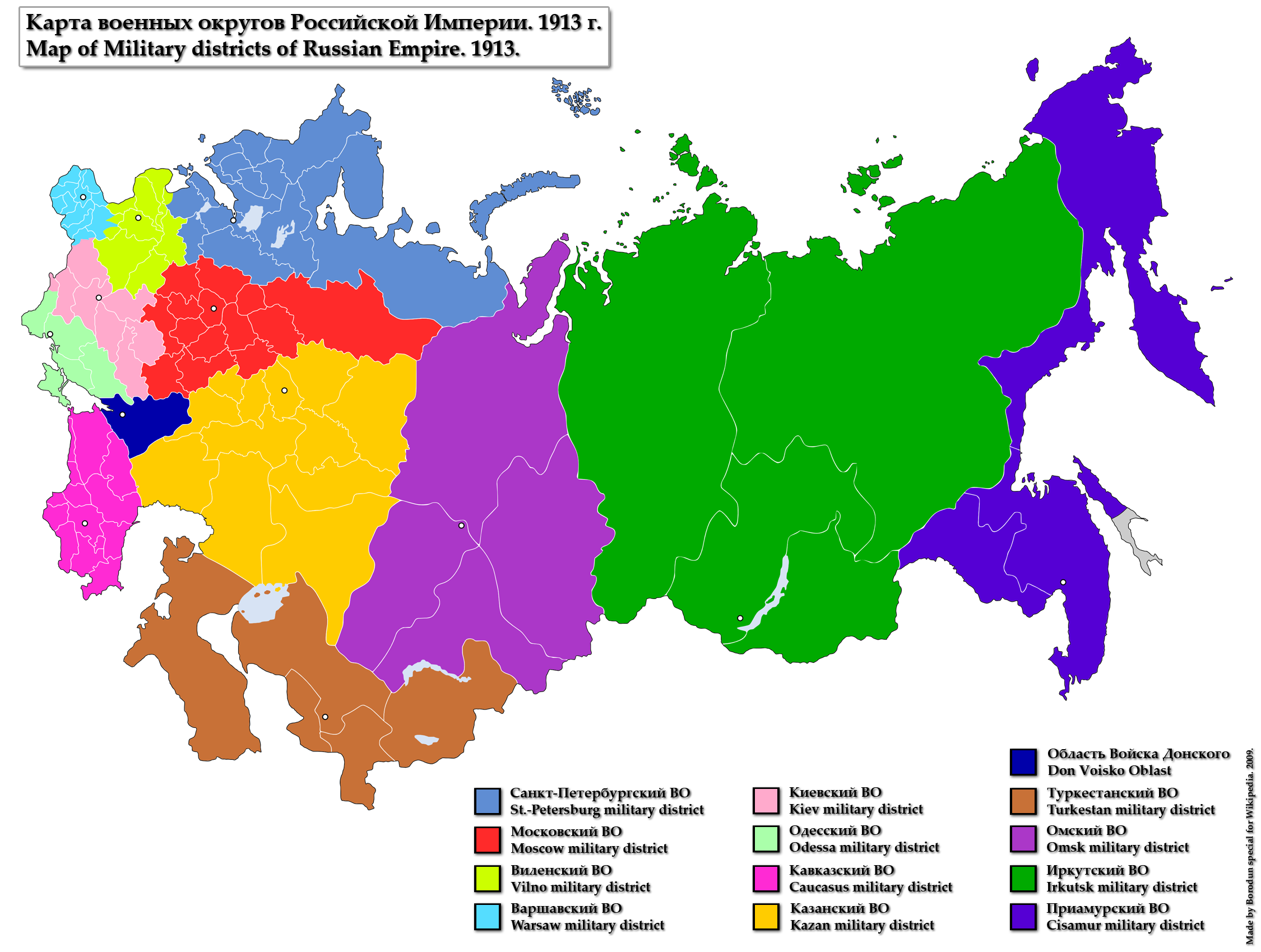
Distretti militari dell'Impero russo nel 1913

Il distretto militare di San Pietroburgo (in russo: Питербургский военный округ), successivamente distretto militare di Pietrogrado, fu un distretto militare dell'Impero Russo.
Creato nell'agosto 1864 in seguito al decreto B-228 di Dmitry Milyutin, il ministro della guerra dell'Impero. Il decreto, approvato il 10 agosto, stabiliva che "per il controllo locale delle forze terrestri e degli stabilimenti militari, si formano amministrazioni regionali nei seguenti distretti militari" e uno di questi fu a San Pietroburgo. Le forze armate del distretto acquisirono esperienza di combattimento nella guerra russo-turca del 1877 e nella guerra russo-giapponese. Il distretto militare della Finlandia venne incorporato nel distretto di Pietroburgo nel 1905. 
Per ordine di Nicola II il 24 agosto 1914, il distretto con le rispettive unità venne rinominato Distretto militare di Pietrogrado. Il 6 settembre 1918 divenne il primo distretto gestito dall'Armata Rossa a seguito della rivoluzione d'ottobre. Il 1º febbraio 1924, con l'ordine 126 dei Consigli militari rivoluzionari dell'Unione Sovietica il Distretto militare di Pietrogrado divenne il Distretto militare di Leningrado.